# Ромашко Володимир Андрійович
Володимир Андрійович Ромашко (*21 квітня 1954, с. Михайлівка Томаківського району — 19 жовтня 2015, Дніпропетровськ) — український археолог та історик. Доктор історичних наук (2013), професор (2014).

## Біографія
Володимир Андрійович Ромашко народився 21 квітня 1954 р. у с. Михайлівка Томаківського району Дніпропетровської обл. У 1971 р. закінчив середню школу № 20 м. Дніпропетровська. Після цього працював лаборантом у Дніпропетровському інженерно-будівельному інституті.
3 1972 до 1974 рр. перебував на строковій службі у лавах радянської армії.
У 1974 р. Володимир вступив на підготовче відділення Дніпропетровського державного університету і восени 1975 р. був зарахований студентом на денне відділення історичного факультету, який закінчив з відзнакою у 1980 р. за фахом «Історія». Надалі працював у складі археологічної новобудовної експедиції ДДУ, згодом очоливши її Павлоградський загін.
У 1988 р. В. А. Ромашко став викладачем кафедри історіографії та джерелознавства. 1993 р. Володимир Андрійович удостоєний вченого звання старшого наукового співробітника за спеціальністю «Археологія», а згодом обійняв посаду доцента по кафедрі історіографії та джерелознавства. Після захисту докторської дисертації (2013) став професором (2014) тієї ж кафедри.
Помер 19 жовтня 2015 р. внаслідок важкої хвороби. Похований на Сурсько-Литовському кладовищі м. Дніпра.

## Наукова та викладацька діяльність
Починаючи зі студентських років, В. А. Ромашко захопився археологією, працюючи на різних посадах у новобудівній археологічній експедиції Дніпропетровського університету. Під час дослідження численних курганів і поселень у зонах будівництва меліоративних систем і шахт Західного Донбасу викристалізувалося коло його наукових інтересів — старожитності пізньої бронзової і ранньої залізної доби. Цьому науковому напряму В. А. Ромашко присвятив усе своє життя. Ще будучи студентом, він приділяв чимало часу не тільки польовий роботі, а й почав писати перші наукові праці, виступати з доповідями на студентських наукових конференціях різного рівня — від університетських до РАСКів (Регіональні археологічні студентські конференції) та ВАСКів (Всесоюзні археологічні студентські конференції).
Вся трудова і наукова діяльність В. А. Ромашка нерозривно пов'язана з історичним факультетом Дніпропетровського університету. 3 часом, будучи вправним організатором, він очолив одну з новобудівних експедицій ВНЗ. За його ініціативи укладено чимало договорів з Дирекцією «Павлоградвугілля» і понад 20 років проводилися розкопки багатьох археологічних пам'яток різного часу.
У 1990 р. він захистив у спеціалізованій вченій раді Інституту археології АН УРСР кандидатську дисертацію «Предскифский период в пограничье лесостепи и степи Днепровского Левобережья» (науковий керівник — проф. І. Ф. Ковальова).
У 2013 р.  в Інституті археології НАН України В. А. Ромашко захистив докторську дисертацію «Населення заключного етапу пізньої бронзової доби Лівобережної України (за матеріалами богуславсько-білозерської культури)». Вона підбила підсумок величезних, прискіпливих і майже 30-річних досліджень ученого за проблематикою вивчення старожитностей доби пізньої та фінальної бронзи. Після захисту дисертації Володимир Андрійович набув статусу професора своєї рідної кафедри.
Коло наукових інтересів В. А. Ромашка як вченого-фахівця, було досить широким — окрім епохи бронзової доби, воно охоплювало передскіфський час (кіммерійці, племена чорноліської і бондарихинської культур) та степову культуру Великої Скіфії. І в кожному з цих важливих розділів археології і давньої історії Володимир Андрійович залишив яскравий слід. Він є автором кількох монографій, понад 100 статей у фахових виданнях в Україні і за кордоном, навчальних посібників. У наукового доробку особливе місце посіли монографії «Заключительный этап позднего бронзового века Левобережной Украины» (К., 2013) та «Близнец-2: скифский аристократический курган в Днепровском Правобережном Надпорожье» (Д., 2009, у співавторстві). Досліджені ним пам'ятки у лісостеповому і степовому порубіжжі пізньої бронзової доби показали дивовижне поєднання елементів культур дуже різного характеру і походження. Оскільки цьому феномену поки що немає пояснення в рамках традиційної номенклатури археологічних культур, В. А. Ромашко запропонував і обґрунтував виділення зрубно-білозерської (пізніше — богуславсько-білозерської) культури. Наскільки вдалим є виділення цієї культури, покаже час і нові дослідження. Але вже зараз очевидно, що Володимир Андрійович був цілком свідомий того, що в археологічній науці час простих рішень минув безповоротно.
У найбільш повному вигляді свої висновки щодо проблем пізньої бронзової доби та перехідного періоду від нього до епохи раннього заліза В. А. Ромашко виклав у вище згаданій фундаментальній праці «Заключительный этап позднего бронзового века…». За обсягом, кількістю врахованих і розглянутих пам'яток, ілюстративними матеріалами ця книга на сьогодні не має собі рівних в історіографії епохи пізньої бронзи не тільки в Україні, а й у всій Східній Європі. У ній розглянуті фактично всі види археологічних джерел, стратиграфія і планування поселень, домобудівництво, кераміка, культові комплекси, хронологія, періодизація та, врешті-решт, ті глобальні історико-культурні процеси, що призвели до формування богуславсько-білозерської культури.
Щодо скіфської проблематики, то В. А. Ромашку, перш за все, пощастило ретельно дослідити в околицях сучасного Дніпропетровська величезний (заввишки 7 м) курган. Отримані матеріали були проаналізовані у згаданому монографічному досліджені. Враховуючи масштаби насипу, поховальної споруди, виразний поховальний інвентар, серед якого, до речі, були чудові зразки різьбленої кістки із зображеннями персонажів еллінської міфології, курган виявився, по-перше, правомірно датований кінцем V ст. до н. е., по-друге, отримав аргументовану атрибуцію як поховання одного зі скіфських царів. Ці висновки мають неабияке значення для розуміння скіфської історії вказаного періоду у Північному Причорномор'ї, особливо зі врахуванням місцезнаходження пам'ятки — поза межами скіфського Геросу, у північній частині Дніпровського Надпоріжжя. Цікавим виявилася й спроба ідентифікувати похованого у кургані шляхетного скіфа з одним із відомих за письмовою традицією скіфських можновладців V ст. до н. е. Серед рис характеру Володимира Андрійовича варто наголосити на його послідовності. Вже у першій друкованій праці студент-третьокурсник «застовпив» за собою тему всього наукового життя: «Памятники предскифской эпохи в Орельско-Самарском междуречье» (1978). Він постає дослідником, який завжди і в усьому творив на кордоні: між Бронзою та Залізом у сенсі археології; між Праісторією та Історією на теренах України; між Степом і Лісостепом, з огляду на географію його досліджень, а, відтак — між світами землеробів та номадів; між кліматичним оптимумом доби пізньої та катастрофічною посухою за фінальної бронзи, що призвели до формування білозерських культур.
В. А. Ромашко був не лише знаним ученим-археологом, якого поважали і з яким рахувалися колеги, а й досвідченим викладачем університету. Він читав різнопланові курси лекцій з етнології, первісної історії та археології населення України історичного і соціально-гуманітарного факультетів Дніпропетровського національного університету імені Олеся Гончара, спецкурси магістрам та спеціалістам за спеціальністю «Археологія». Упродовж своєї наукової діяльності В. А. Ромашко активно спілкувався з колегами з Інституту археології НАН України, особливо співробітниками відділів археології доби енеоліту — бронзи та археології ранньої залізної доби, і ці контакти були обопільно плідними.

## Основні наукові праці

### Монографії
- Ромашко В.А. Близнец-2: скифский аристократический курган в Днепровском правобережном Надпорожье / В.А. Ромашко, С.А. Скорый / Днепропетровский национальный университет; Институт археологии НАН Украины; [науч. ред. С.С. Бессонова]. – Д.: Пороги, 2009. – 251 с.
- Ромашко В.А. Заключительный этап позднего бронзового века Левобережной Украины (по материалам богуславско-белозерской культуры): монография / В.А. Ромашко; Днепропетровский национальный университет; НАН Украины, Институт археологии; [науч. ред.: Я.П. Гершкович]. – К.: КНТ, 2013. – 592 с.

### Статті в зарубіжних виданнях та спільних проектах
- Ромашко В.А. Раннескифское погребение в кургане у села Китайгород в Приорелье // В.А. Ромашко, С.А. Скорый, Д.Г. Филимонов // Российская археология. – 2014. – № 4. – С.107–117.
- Romashko V. Topography of the Frame-Belozerka culture settlements of Ukraine / V. Romashko // The Use of Living Space in Prehistory: Papers from a session held at the EAA 6th Annual Meeting in Lisbon, 2000. – BAR International Series, 2004. – 1224. – p.111–117.
- Romashko V. On one aspect of Skythian dynastic history / S. Skory, V. Romashko // The Necropolis and the Environment (1st mill. BC): Proceedings of the 11th International Colloquium of funerary Archaeology. Buzau – Romania, 22nd – 24th 2009. –  Mousaious. – Buzau-Braila, 2009. – Vol. XIV. – p.167–174.
- Romasko V. Aristocratic Burial-Mound Bliznets-2 on the West Bank of the Dnieper above the Rapids / V. Romasko, S. Skoryi // Ancient Civilizations from Scythia to Siberia. – 2011. – 17. – p.169–224.

### Статті в українських виданнях
- Ромашко В.А. Поселение финальной бронзы–раннего железного века у с. Бузовка Днепропетровской области / В.А. Ромашко // Древности степного Поднепровья III–I тыс. до н. э.: сб. науч. тр. / Днеп-ропетровский государственный университет; [редкол.: И.Ф. Ковалева (отв. ред.) и др.].  – Д.: Изд-во ДГУ, 1982. – С.54–59.
- Ромашко В.А. Поселение и могильник начала I тыс. до н. э. у с. Залинейное на Харьковщине / В.А. Ромашко // Древности Степного Поднепровья III–I тыс. до н. э.: сб. науч. тр. / Днепропетровс-кий государственный университет; [редкол.: И.Ф. Ковалева (отв. ред.) и др.]. – Д.: Изд-во ДГУ, 1983. – С.54–60.
- Ромашко В.А. Природно-климатические условия и хозяйственная деятельность населения пограничья Степи и Лесостепи Левобережной Украины на рубеже II–I тыс. до н. э. / В.А. Ромашко // Проблемы археологии Поднепровья: сб. науч. тр. / Днепропетровский государственный университет; [редкол.: И.Ф. Ковалева (отв. ред.) и др.]. – Д.: Изд-во ДГУ, 1986. – С.120–136.
- Ромашко В.А. Поздний бронзовый век в пограничье Лесостепи и Степи Левобережной Украины (XII–X вв. до н. э.): учебное пособие / В.А. Ромашко; Днепропетровский государственный университет. – Д.: Изд-во ДГУ, 1995. – 91 с.
- Ромашко В.А. Погребальный обряд позднесрубных племен Украины: критерии отбора источников, региональные особенности / В.А. Ромашко // Проблемы археологии Поднепровья: сб. науч. тр. / Днепропетровский государственный университет; [редкол.: И.Ф. Ковалева (отв. ред.) и др.]. – Д.: Изд-во ДГУ, 1999. – С.119–138.
- Ромашко В.А. Археологічні роботи, пов’язані з реконструкцією могили І.Д. Сірка у 2000 р. / В.А. Ромашко // Вісник ДНУ. – 2002.  –  Вип.10. – С.250–252.
- Ромашко В.А. Стационарные культовые комплексы ираноязычных племен позднего бронзового века Украины (по материалам срубной и срубно-белозерской культур) / В.А. Ромашко // АЛЛУ. – Полта-ва: ВЦ «Археологія», 2006. – № 2. – С.7–11.
- Ромашко В.А. Результаты исследования поселений позднего бронзового века в окрестностях местона-хождения Лобойковского клада / В.А. Ромашко // Матеріали та дослідження з археології Східної України. Від неоліту до кіммерійців: зб. наук. пр. / Східноукраїнський національний університет; Інститут археології НАН України [редкол.: С.М. Санжаров (гол. ред.) та ін.]. – Луганськ: Вид-во СНУ ім. В.Даля, 2007. – Вип.7. – С.209–216.
- Ромашко В.А. Раскопки скифского аристократического кургана Близнец-2 в г. Днепропетровск (пред-варительное сообщение) / В.А. Ромашко // Эпоха раннего железа: сб. науч. тр. к 60-летию С.А. Ско-рого / Институт археологии НАН Украины; [редкол.: С.С. Бессонова (отв. ред.) и др.]. – К.; Полтава, 2009. – С. 339–350. (Серия «Археология и древняя история Украины»)